# Ліга Ковсар
Ліга Ковсар (перс. لیگ کوثر بانوان فوتبال ایران) — найвищий за рівнем жіночий дивізіон Ірану, в якому беруть участь 12 жіночих футбольних клубів країни.

## Команди-учасниці
| Команда                      | Місто         |
| ---------------------------- | ------------- |
| «Шагрдарі» (Бам)             | Бам           |
| Малаван                      | Бандар-Анзалі |
| «Аяндегзан Міган Наджафабан» | Наджафабан    |
| «Палаєш Гас»                 | Ілам          |
| «Шагрдарі» (Сірджан)         | Сірджан       |
| «Девлар Кешті Джонуб»        | Бушир         |
| «Естеґлал»                   | Тегеран       |
| «Гам'ярі»                    | Урмія         |
| ПАС (Хамадан)                | Хамадан       |
| Садра Фарс                   | Шираз         |
| «Маган Тандіс»               | Кум           |
| «Дагдар»                     | Джирофт       |

## Переможці
- 2008 «Бал Гостар» (провінція Мазандаран)[1]
- 2009 «Теджарат Ханег Джонуб Гормозган»
- 2014/15 «Шагрдарі» (Бам)